# 斯洛伐克民主與基督教聯盟—民主黨
斯洛伐克民主與基督教聯盟－民主黨（缩写为SDKÚ-DS）是斯洛伐克自由保守主義政黨。

## 歷史
在2006年1月21日與民主黨合併前，名為斯洛伐克民主與基督教聯盟（SDKÚ）。2002年至2006年，該黨為聯合政府主要政黨，米庫拉什·祖林達（Mikuláš Dzurinda）出任總理。
2006年斯洛伐克議會選舉，該黨得票率為18.4%，拿下31席。
2010年斯洛伐克議會選舉，該黨得票率15.42%，獲得28席。 黨魁伊薇塔·拉迪乔娃出任總理。2012年聯合政府在不信任動議通過後下台。
該黨為歐洲人民黨成員。

## 外部連結
- （斯洛伐克文） 官方網站
- （英文） 官方網站